# بيلي أولسون
بيلي أولسون (بالسويدية: Billy Ohlsson)‏ (13 يناير 1954 ستوكهولم السويد - ) هو لاعب كرة قدم سويدي، يلعب كمهاجم، لعب 155 مباراة وسجل 60 هدف.

## مسيرته

### مسيرته مع المنتخبات الوطنية
- 1978 - 1980 لعب مع منتخب السويد لكرة القدم 6 مباريات سجل خلالها هدفين.

### مسيرته مع الأندية
- 1972 - 1986 لعب مع Hammarby IF [الإنجليزية]‏ 129 مباراة سجل خلالها 52 هدف.
- 1979 - 1979 لعب مع أرمينيا بيليفيلد 9 مباريات سجل خلالها هدف.
- 1988 - 1988 لعب مع Huddinge IF [الإنجليزية]‏ 11 مباراة سجل خلالها 5 أهداف.

## روابط خارجية
- بيلي أولسون على موقع قاعدة بيانات كرة القدم.إي يو (الإنجليزية)
- بيلي أولسون على موقع ناشيونال فوتبول تيمز (الإنجليزية)
- بيلي أولسون على موقع عالم كرة القدم.نت (الإنجليزية)